# Gare de Nice-Riquier
Ne doit pas être confondu avec Gare de Saint-Riquier.
La gare de Nice-Riquier est une gare ferroviaire française de la ligne de Marseille-Saint-Charles à Vintimille (frontière), située à l'est de la ville de Nice, quartier de Riquier, dans le département des Alpes-Maritimes, en région Provence-Alpes-Côte d'Azur.
C'est une gare de la Société nationale des chemins de fer français (SNCF), desservie par des trains TER Provence-Alpes-Côte d'Azur.

## Situation ferroviaire
Établie à 19 m d'altitude, la gare de Nice-Riquier est située au point kilométrique (PK) 226,760 de la ligne de Marseille-Saint-Charles à Vintimille, entre les gares de Nice-Ville et de Villefranche-sur-Mer.

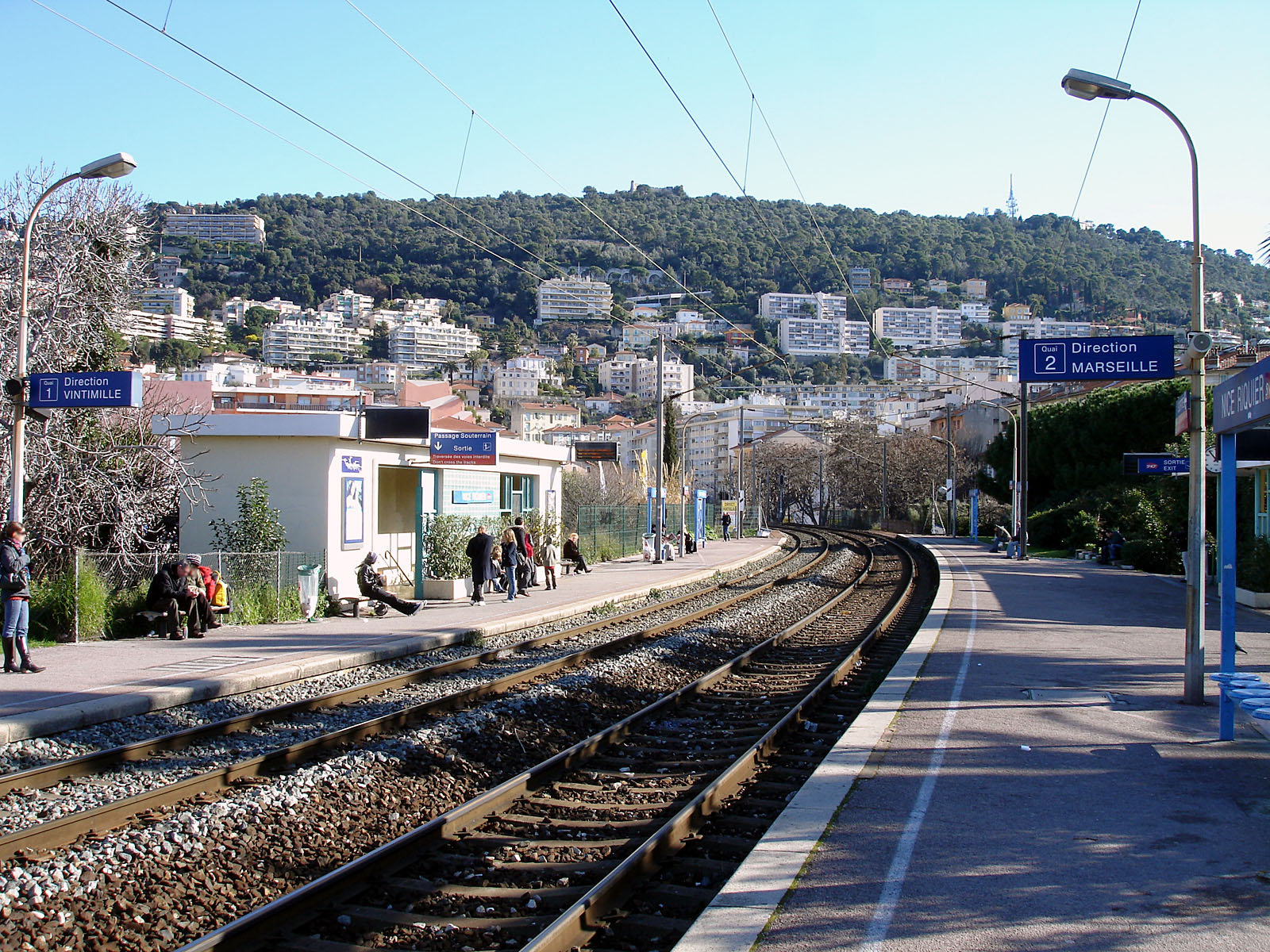
L'intérieur de la gare, avec les voies et les quais.

## Histoire
La gare de Riquier a été inauguré en 1882 sur la ligne Paris, Lyon, Méditerranée (P.L.M), mais sa construction a débuté dès 1866 avec la construction du pont traversant le boulevard de l'Armée des Alpes. Les projets de 1860 envisageaient de remplacer la gare centrale de Nice (jusqu'ici implantée Quai des Etats-Unis) mais la gare de Nice-Ville a finalement été implantée dans le quartier Thiers.
A son inauguration, 39 trains s'y arrêtent quotidiennement et desservent des destinations de proche banlieue (Saint-Raphaël, Nice-Ville), nationales (Paris, Strasbourg) et internationales (Vintimilles, Gênes, Trieste).
Des travaux de modernisation de la gare ont été entrepris en 2016 afin d'agrandir ses quais et d'améliorer son accessibilité et sa sécurité.
Les travaux ont été inaugurés en janvier 2020 avec une ouverture sur le deuxième quai au Nord, un accès pour les personnes à mobilité réduite et un ascenseur.

## Fréquentation
De 2015 à 2023, selon les estimations de la SNCF, la fréquentation annuelle de la gare s'élève aux nombres indiqués dans le tableau ci-dessous.
| Année                     | 2015      | 2016      | 2017      | 2018      | 2019      | 2020      | 2021      | 2022      | 2023      |
| ------------------------- | --------- | --------- | --------- | --------- | --------- | --------- | --------- | --------- | --------- |
| Voyageurs                 | 1 808 679 | 1 795 171 | 2 225 085 | 2 116 248 | 2 512 599 | 1 520 804 | 1 867 980 | 2 350 877 | 2 633 233 |
| Voyageurs + non voyageurs | 2 260 849 | 2 243 964 | 2 781 357 | 2 645 310 | 3 140 749 | 1 901 005 | 2 334 975 | 2 938 596 | 3 291 542 |

## Service des voyageurs

### Accueil
Gare SNCF, elle dispose d'un bâtiment voyageurs, avec guichets, ouvert tous les jours. Elle est équipée d'automates pour l'achat de titres de transport. Un Monop'Station est implanté dans le bâtiment de la gare et d'autres commodités sont à la disposition des voyageurs : fiches horaires, photomaton, bancs.
L'entrée nord de la gare dispose d'un distributeur de titres de transport, d'un accès aux personnes à mobilité réduite et d'un ascenseur.
Elle possède deux quais et deux entrées, une pour la direction Marseille, l'autre pour la direction Vintimille, reliées par un tunnel piéton. 

### Desserte
Nice-Riquier est desservie par des trains TER PACA qui effectuent des missions entre les gares des Arcs - Draguignan, Cannes-la-Bocca, Grasse ou Nice-Ville et de Menton ou Vintimille.

### Intermodalité
Elle est située à moins de 500 mètres du centre commercial TNL et à 900 mètres du port.
Implantée au cœur de Nice, elle est desservie par le réseau des bus urbains Lignes d'Azur, dont les lignes sont exploitées par la régie éponyme. Les lignes de bus 18, 37 et 57 effectuent leur terminus aux abords de la gare, alors que la ligne 30 dessert le même arrêt dans la sens de la gare routière Vauban. La ligne 7 effectue son arrêt sur le boulevard de Riquier. De plus, les lignes 80 et 84, exploitées par les Rapides Côte d'Azur, société partenaire de ST2N[réf. nécessaire], desservent la gare en leur terminus vers le Mont-Boron.
Elle est également accessible en voiture, des places de stationnement payantes et à durée limitée sont implantées dans son environnement immédiat.

## Galerie de photographies

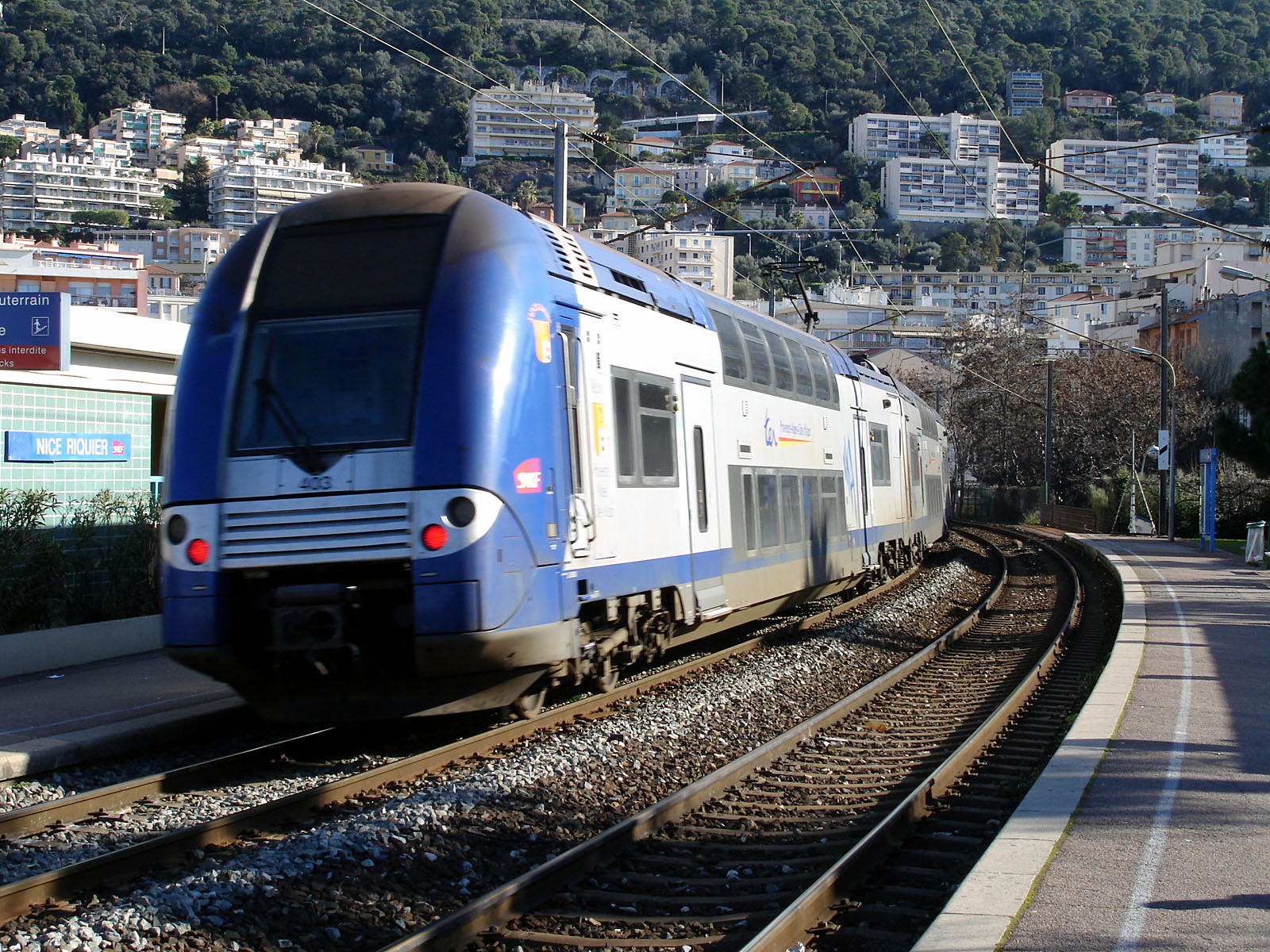
TER entrant en gare.
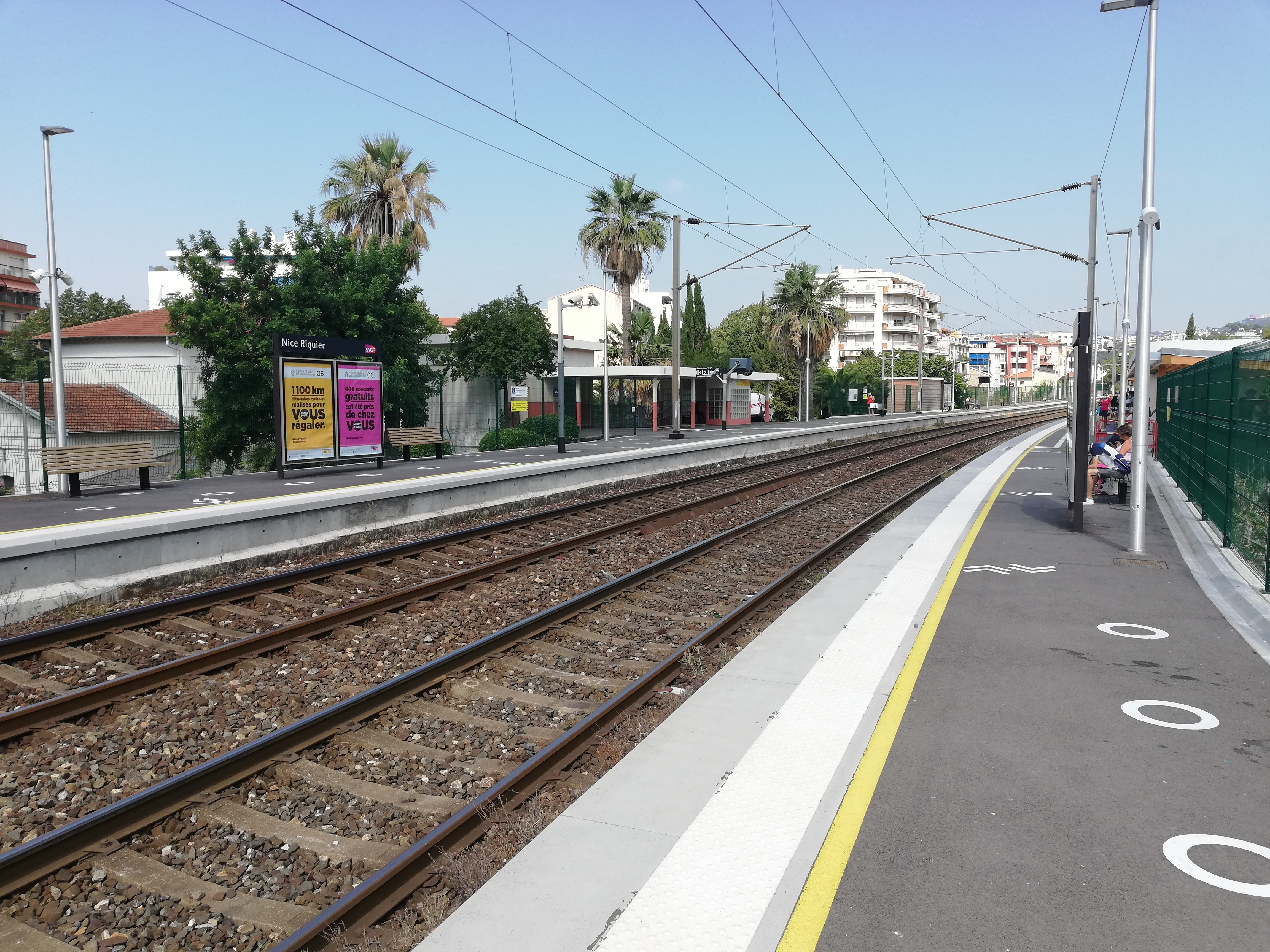
Voies et quais.
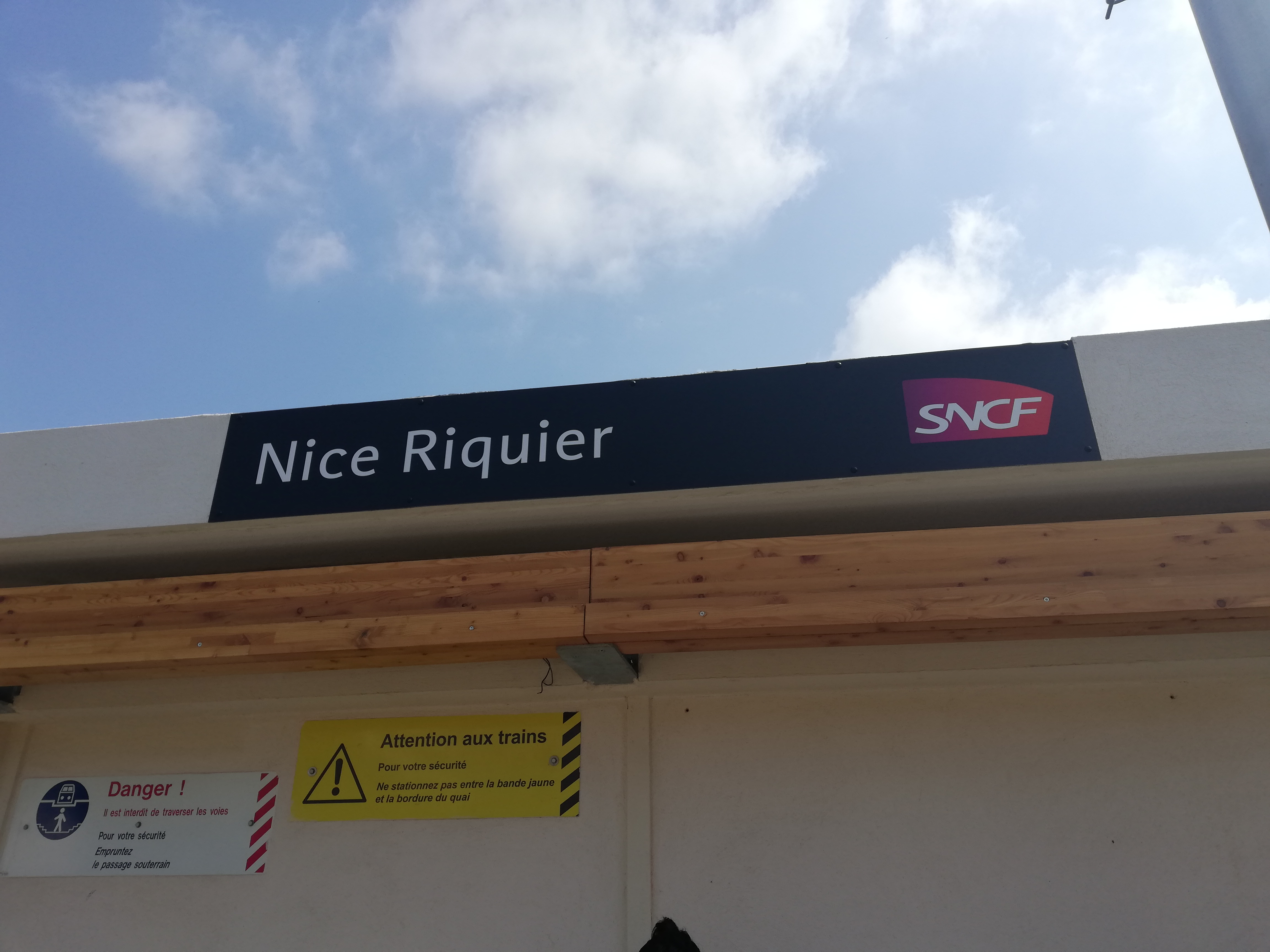
Panneau de gare.
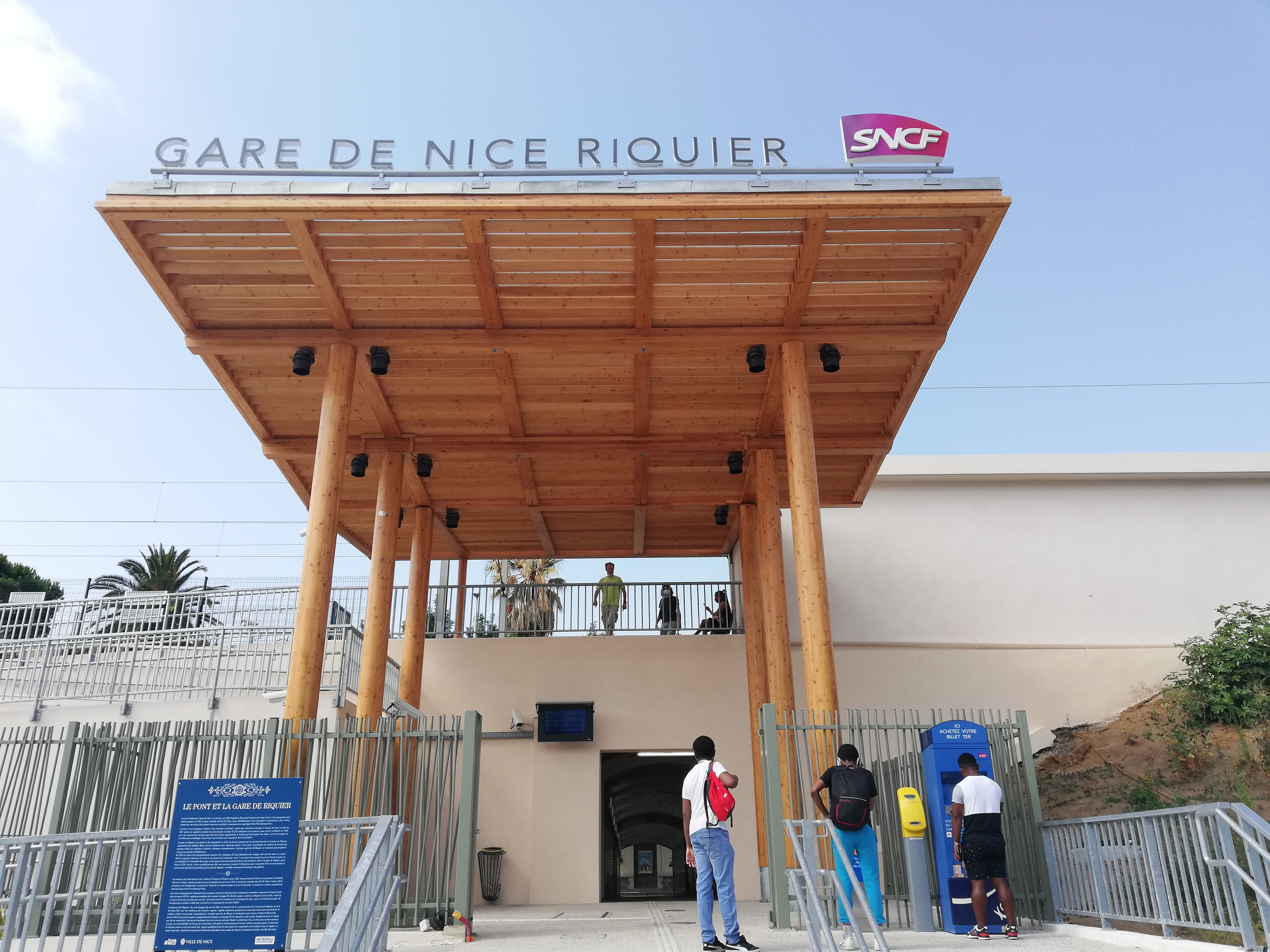
Accès secondaire à la gare